# رقمة (تشريح)

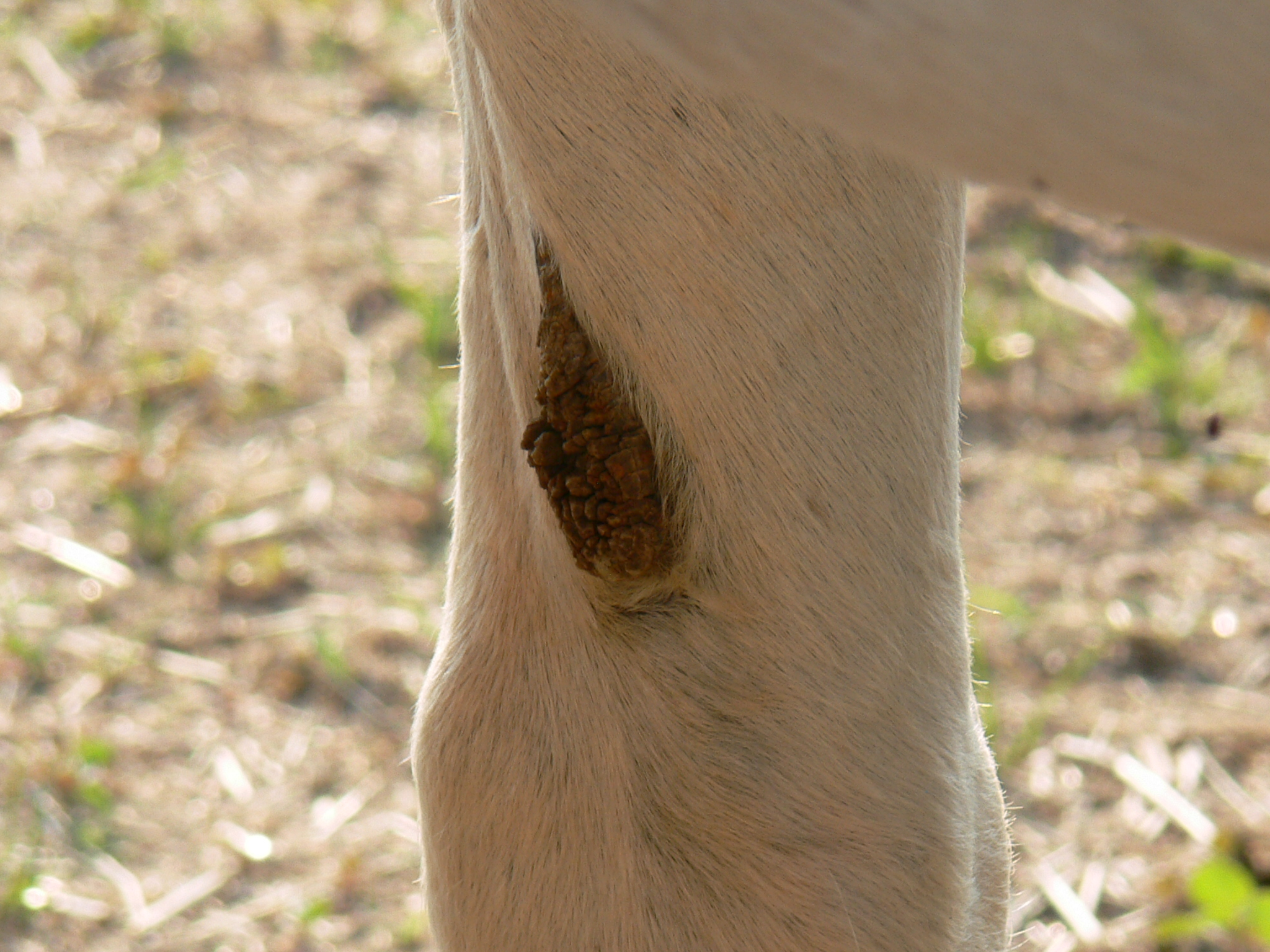
رقمة

الرَّقْمَة أو السَّعْدَانَة أو القَسْطَلَة هي زائدة قرنية المادة تعلو قائمة الحصان توجد في الجانب الداخلي من الساق فوق الركبة على الساق الأمامية، وفي حالة وجودها أسفل عرقوب الحصان. يُعتقد أنه إصبع القدم الأثري، ويشكل مع الشقران الأصابع الثلاثة لبعض أنواع الخيول المنقرضة الأُخَر.
تختلف الرقمة من حيث الحجم والشكل، وفي بعض الأحيان تُقارن ببصمات الأصابع عند البشر. تتطلب بعض سجلات السلالات صورًا ضوئية لها لأغراض التعريف من بين الخصائص الفردية الأُخَر. ومع ذلك نظرًا لأن الرقمة تنمو بمرور الوقت وغالبًا ما يقوم مربية الخيول بتقشير أو تقليم الطبقات الخارجية من أجل الترتيب فإن مظهرها عرضة للتغيير.

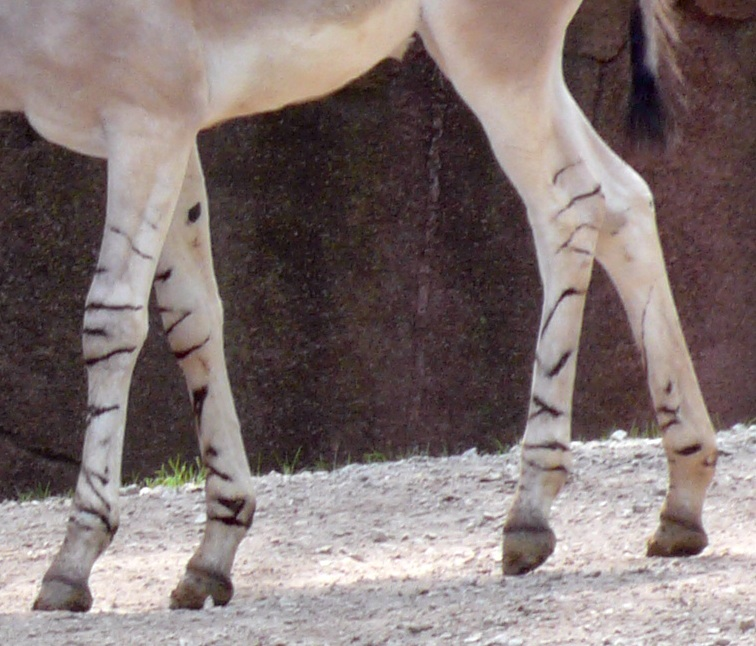
مهر الحمار البري الإفريقي ذو رقمة سوداء على قدمه من قدام، وتغيب على الساق من خلف

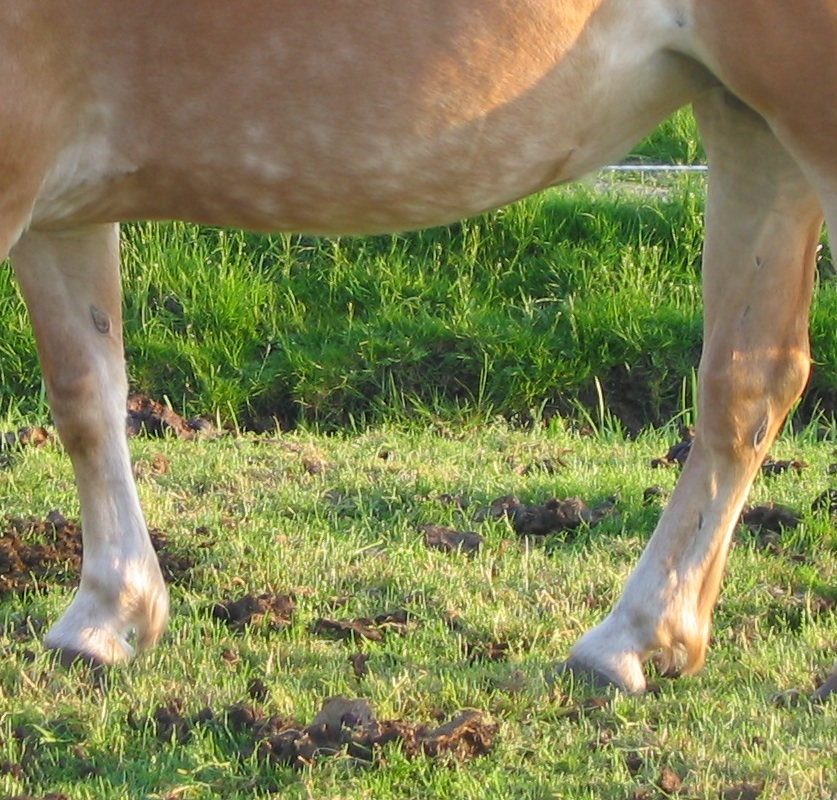
حصان محلي ذو رقمة على رجليه الأمامية والخلفية